# Pseudogaetice
Pseudogaetice is een geslacht van kreeftachtigen uit de klasse van de Malacostraca (hogere kreeftachtigen).

## Soort
- Pseudogaetice americanus (Rathbun, 1923)